# Cliona valentis
Cliona valentis är en svampdjursart som först beskrevs av de Laubenfels 1957.  Cliona valentis ingår i släktet Cliona och familjen borrsvampar. Inga underarter finns listade i Catalogue of Life.